# ポール・ウィンテール
アンリ・ポール・ウィンテール（Henri Paul Winter, 1906年2月6日 - 1992年2月22日）は、フランスの陸上競技選手である。1932年に開催された1932年ロサンゼルスオリンピックの円盤投で銅メダルを獲得した。

## 経歴
アルザス地方のリボヴィレ（当時はドイツ帝国領でラポルツヴァイラーと呼ばれた）の出身。円盤投と砲丸投に取り組み、ロサンゼルスオリンピックと1936年ベルリンオリンピックの2大会連続でフランス代表として出場した。
ロサンゼルスオリンピックでは、円盤投と砲丸投に出場した。7月31日に実施された砲丸投（10の国から15選手が出場）では、第3投てきまで行ったが結果は13.140メートルの記録で13位であった。8月3日に実施された円盤投（11の国から18選手が出場）では、47.85メートルの記録でアメリカ合衆国代表の2選手に続いて銅メダルを獲得した。
4年後のベルリンオリンピックでは、円盤投のみに出場した。この種目は17の国から31人の選手が出場して8月5日に行われた。44メートルの投てきが予選通過の条件だったが、結局予選で敗退している。その後1992年にポワチエで死去した。